# Sloetiopsis usambarensis
Espèce
Synonymes
- Neosloetiopsis kamerunensis Engl.[2]
- Streblus usambarensis (Engl.) C.C. Berg[2]

Sloetiopsis usambarensis (syn. Neosloetiopsis kamerunensis Engl.) est une espèce de plantes à fleurs de la famille des Moraceae.

## Description
Cet arbuste de 5 mètres de haut peut devenir arbre en atteignant les 10 mètres. Ce genre d’arbres est très proche du genre Neosloetiopsis Engl. qui pourrait en être considéré comme synonyme. Ses fleurs sont de couleur blanche.

## Habitat
Il pousse le long des cours d’eau et dans les forêts de la Guinée jusqu'au Congo et du Kenya jusqu'en Tanzanie et au Cameroun. On peut en trouve sur les sables ou la terre comportant du calcaire et parfois dans les forêts des marécages à des altitudes de 200 mètres. 